# 12 март
12 март е 71-вият ден в годината според григорианския календар (72-ри през високосна година). Остават 294 дни до края на годината.

## Събития
- 1860 г. – За пръв път е отслужена църковна служба на български език.
- 1872 г. – Иларион Ловчански е избран за български екзарх.
- 1894 г. – Започва продажба на Coca-Cola в бутилки.
- 1907 г. – При експлозията на френския броненосец Йена загиват 118 души.
- 1912 г. – Основан е футболен клуб „Ботев (Пловдив)“.
- 1933 г. – В Германия е свалено знамето на републиката и е издигнато знамето със свастиката на Националсоциалистическата партия.
- 1935 г. – Персия се преименува на Иран.
- 1938 г. – Аншлус: По заповед на Хитлер германски войски нахлуват в Австрия. Присъединяването на страната към Третия райх е утвърдено с референдум месец по-късно.
- 1938 г. – Подписан е първият таен българо-германски протокол за доставка на военна техника на България в размер на 30 000 000 марки за две години.

- 1940 г. – Сложен е края на Зимната война между Финландия и Съветския съюз.
- 1945 г. – Завършва Първият конгрес на Отечествения фронт.
- 1946 г. – Екзекутиран е унгарският националсоциалистически лидер Ференц Салаши.
- 1946 г. – НС приема Закон за трудовата поземлена собственост, според който земя над 200 дка (за Добруджа – над 300 дка) се национализира.
- 1947 г. – Обявена е Доктрината „Труман“, която има за цел да ограничи разпространението на комунизма.
- 1974 г. – Съветският космически апарат Марс-6 е спуснат успешно на повърхността на Марс.
- 1981 г. – Явлението Фотоелектретно състояние на веществата е вписано като откритие на акад. Георги Наджаков в Държавния регистър за открития.
- 1985 г. – В Женева САЩ и СССР започват преговори по контрол върху въоръженията.
- 1988 г. – Тодор Живков излага основните моменти в „новата стратегия по възродителния процес“.
- 1989 – Тим Бърнърс-Лий представя идеята си за World Wide Web.
- 1999 г. – Бившите членове на Варшавския договор – Чехия, Унгария и Полша се присъединяват към НАТО.
- 1999 г. – Учредено е Национално сдружение фотографска академия „Янка Кюркчиева“ като организация с идеална цел.
- 2000 г. – Папа Йоан Павел II иска публично извинение за прегрешенията на католическата църква пред човечеството.
- 2001 г. – Софийски съд обявява Националната авиокомпания Балкан във фалит.
- 2003 г. – Зоран Джинджич, министър-председател на Сърбия, е убит в Белград.
- 2004 г. – При поредица от бомбени атентати в Бомбай, Индия загиват 300 души и хиляди са ранени.
- 2018 г. – Самолетът при полет 211 на „US-Бангла Еърлайнс“ се разбива при опит за кацане на летището в Катманду и убива 51 от общо 71 пътници и екипаж на борда.

## Родени
- 1270 г. – Шарл, френски принц († 1325 г.)
- 1479 г. – Джулиано Лоренцо Медичи, флорентински аристократ († 1516 г.)
- 1613 г. – Андре льо Нотър, френски архитект и градинар († 1700 г.)
- 1685 г. – Джордж Бъркли, ирландски философ († 1753 г.)
- 1737 г. – Василий Баженов, руски архитект († 1799 г.)
- 1784 г. – Уилям Бъкланд, английски геолог и палеонтолог († 1856 г.)
- 1824 г. – Густав Кирхоф, пруски физик († 1887 г.)
- 1857 г. – Константин Паница, български офицер и политик († 1890 г.)
- 1863 г. – Владимир Вернадски, руски минералог († 1938 г.)
- 1863 г. – Габриеле д'Анунцио, италиански писател († 1938 г.)
- 1886 г. – Кай Нилсен, датски илюстратор († 1957 г.)
- 1890 г. – Вацлав Нижински, руски и полски балетист († 1950 г.)
- 1890 г. – Идрис, крал на Либия († 1983 г.)
- 1896 г. – Александър Занешев, български офицер († 1955 г.)
- 1904 г. – Бодо Узе, германски писател († 1963 г.)
- 1905 г. – Такаши Шимура, японски актьор († 1982 г.)
- 1913 г. – Стоян Стоянов, български летец (* 1997 г.)
- 1913 г. – Теобалдо Депетрини, италиански футболист и треньор († 1996 г.)
- 1922 г. – Джак Керуак, американски писател († 1969 г.)
- 1923 г. – Уоли Шира, американски астронавт († 2007 г.)
- 1924 г. – Динко Динев, български актьор († 2004 г.)
- 1925 г. – Жорж Дерлю, френски композитор († 1992 г.)
- 1925 г. – Лео Есаки, японски физик, Нобелов лауреат през 1973 г.
- 1925 г. – Хари Харисън, американски писател († 2012 г.)
- 1939 г. – Венцислав Начев, български писател († 2010 г.)
- 1940 г. – Ал Жаро, американски джаз музикант и певец († 2017 г.)
- 1942 г. – Ратко Младич, сръбски политически и военен лидер
- 1946 г. – Лайза Минели, американска актриса и певица
- 1948 г. – Джеймс Тейлър, американски певец и китарист
- 1956 г. – Стийв Харис, английски музикант (Айрън Мейдън)
- 1957 г. – Мюмюн Тахир, български писател и журналист
- 1958 г. – Йон Негрей, молдовски историк и политик
- 1958 г. – Катрин Шмит, германска писателка
- 1962 г. – Димитър Младенов, български футболист
- 1967 г. – Джени Ерпенбек, германска писателка
- 1970 г. – Рой Кан, норвежки певец
- 1970 г. – Дейв Егърс, американски писател
- 1980 г. – Андрей Жеков, български волейболист
- 1981 г. – Кента Кобаяши, японски кечист
- 1983 г. – Боян Йорданов, български волейболист
- 1987 г. – Теймур Раджабов, азербайджански шахматист
- 1991 г.  – Галин, български попфолк певец
- 1994 г. – Кристина Грими, американска певица († 2016 г.)

## Починали
- 417 г. – Инокентий I, римски папа (* неизв.)
- 604 г. – Григорий I, римски папа (* 540 г.)
- 1648 г. – Тирсо де Молина, испански писател (* 1579 г.)
- 1699 г. – Франц Лефорт, руски адмирал (* 1655 г.)
- 1820 г. – Александър Маккензи, шотландско-канадски изследовател (* 1764 г.)
- 1832 г. – Фридрих Кулау, германски композитор (* 1786 г.)
- 1845 г. – Кирил Пейчинович, български монах и книжовник (* ок. 1770)
- 1894 г. – Август Чешковски, полски философ (* 1814 г.)
- 1894 г. – Иларион Прянишников, руски художник, передвижник (* 1840 г.)
- 1907 г. – Юрдан Иванов, български публицист, финансист, библиограф и изследовател (* 1862 г.)
- 1925 г. – Сун Ятсен, китайски революционер и политик (* 1866 г.)
- 1926 г. – Георги Христович, български зоолог (* 1863 г.)
- 1928 г. – Мария Ермолова, руска актриса (* 1853 г.)
- 1930 г. – Алоис Ирасек, чешки писател (* 1851 г.)
- 1942 г. – Роберт Бош, германски индустриалец (* 1861 г.)
- 1943 г. – Густав Вигеланд, норвежки скулптор (* 1869 г.)
- 1947 г. – Александър Ботев, български политик (* 1879 г.)
- 1950 г. – Хайнрих Ман, германски писател (* 1871 г.)
- 1955 г. – Чарли Паркър, американски джаз музикант (* 1920 г.)
- 1979 г. – Георги Димитров, български композитор (* 1904 г.)
- 1991 г. – Рагнар Гранит, финландски невролог, Нобелов лауреат през 1967 г. (* 1900 г.)
- 1999 г. – Йехуди Менухин, американски музикант (* 1916 г.)
- 2001 г. – Робърт Лъдлъм, американски писател (* 1927 г.)
- 2002 г. – Спирос Киприану, кипърски политик и държавник (* 1932 г.)
- 2003 г. – Зоран Джинджич, министър-председател на Сърбия (* 1952 г. – атентат)
- 2010 г. – Мигел Делибес, испански журналист и писател (* 1920 г.)
- 2014 г. – Здравко Чолаков, български литературен историк и критик (* 1941 г.)
- 2015 г. – Тери Пратчет, британски писател фантаст (* 1948 г.)

## Празници
- Световен ден срещу цензурата в интернет
- Замбия – Ден на младежта
- Китай и Тайван – Ден на дървото (залесяването)
- Мавриций – Ден на независимостта (от Великобритания, 1968 г., национален празник)